# Rejon kniażpogostski
Rejon kniażpogostski (ros. Княжпогостский район, komi Княжпогост район) – rejon administracyjny Republiki Komi w Rosji, przyrównany do rejonów Dalekiej Północy. Centrum administracyjnym rejonu jest miasto Jemwa. Na terenie rejonu we wsi Turia urodził się wybitny socjolog Pitirim Sorokin.